# Larry Storch

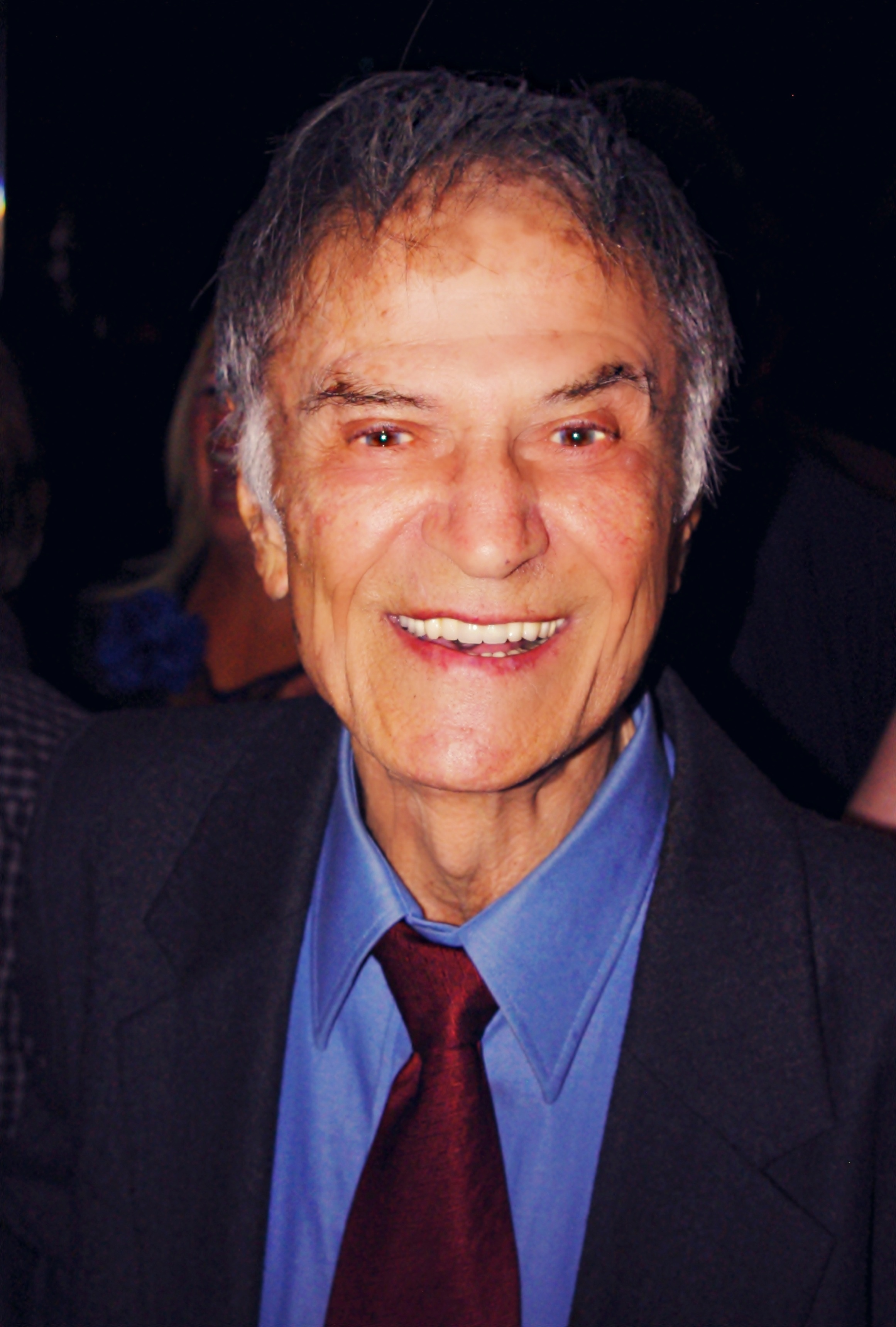
Larry Storch (2011)

Lawrence Samuel „Larry“ Storch (* 8. Januar 1923 in New York; † 8. Juli 2022 ebenda) war ein US-amerikanischer Schauspieler und Synchronsprecher.

## Leben und Wirken
Er ging zusammen mit dem späteren Schauspieler und lebenslangen Freund Don Adams auf die DeWitt Clinton High School in der Bronx. Er schloss die Schule aufgrund der Weltwirtschaftskrise jedoch nicht ab und verdingte sich stattdessen als Stand-up-Comedian für 12 Dollar die Woche in Sheepshead Bay. Storch diente während des Zweiten Weltkrieges in der US Navy zusammen mit Tony Curtis an Bord des U-Boot-Tenders USS Proteus (AS-19).
Neben seinen meist komödiantischen Rollen in Fernsehserien wie F Troop und The Ghost Busters war er als Synchronsprecher für mehrere Cartoon-Sendungen tätig. Im deutschen Sprachraum ist er vor allem durch seine Rolle in einer Folge der Serie Eine schrecklich nette Familie bekannt, in der er sich selbst spielte und die Larry-Storch-Schauspielschule betrieb, die Kelly Bundy besuchte.
Daneben trat Storch am Broadway als Theaterschauspieler in Erscheinung.
Er starb auf den Tag genau sechs Monate vor seinem 100. Geburtstag.

## Familie
Er wurde in New York City als Sohn von Alfred Storch, einem Immobilienmakler, und dessen Frau Sally Storch (geb. Kupperman), einer Telefonistin, geboren. Storch war verheiratet mit Norma Catherine Greve (* 6. April 1922, geheiratet am 10. Juli 1961, † 28. August 2003) und hat drei Kinder: einen Stiefsohn, Lary May, eine Tochter, Candace Herman, und eine Stieftochter, June Cross. Storch hatte einen jüngeren Bruder, Jay Storch (* 24. April 1924, † 18. Juni 1987), welcher ebenfalls als Schauspieler und Synchronsprecher unter dem Künstlernamen „Jay Lawrence“ arbeitete.

## Filmografie (Auswahl)
- 1951: Die Diebe von Marschan (The Prince Who Was a Thief)
- 1953: Stalag 17
- 1958: Die Faust des Satans (Gun Fever)
- 1962: Ein Rucksack voller Ärger (40 Pounds of Trouble)
- 1962–1963: Wagen 54, bitte melden (Car 54, Where Are You?, Fernsehserie, 4 Folgen)
- 1963: Captain Newman (Captain Newman, M.D.)
- 1964: Monsieur Cognac (Wild and Wonderful)
- 1964: ... und ledige Mädchen (Sex and the Single Girl)
- 1965: Gilligans Insel (Gilligan’s Island, Fernsehserie, Folge 1x17)
- 1965: Widersteh, wenn du kannst (Bus Riley’s Back in Town)
- 1965: Das große Rennen rund um die Welt (The Great Race)
- 1965: Ein Appartement für drei (A Very Special Favor)
- 1965: Das Schlafzimmer ist nebenan (That Funny Feeling)
- 1965–1967: F Troop (Fernsehserie, 65 Folgen)
- 1967: Bezaubernde Jeannie (I Dream of Jeannie, Fernsehserie, Folge 3x01)
- 1968: Mini-Max (Get Smart, Fernsehserie, Folge 3x15)
- 1968–1969: Batman with Robin the Boy Wonder (Fernsehserie, 8 Folgen, Sprechrolle)
- 1968–1969: The Name of the Game (Fernsehserie, 2 Folgen)
- 1968, 1974: Mannix (Fernsehserie, 2 Folgen)
- 1969: Hochwürden dreht sein größtes Ding (The Great Bank Robbery)
- 1969: Der rosarote Panther (The Pink Panther Show, Fernsehserie, eine Folge, Sprechrolle)
- 1971: Die 2 (The Persuaders!, Fernsehserie, Folge 1x10: Festival der Mörder)
- 1972: Alias Smith und Jones (Alias Smith and Jones, Fernsehserie, Folge 3x01)
- 1972–1973: Notruf California (Emergency!, Fernsehserie, 2 Folgen)
- 1973: All in the Family (Fernsehserie, Folge 3x16)
- 1973: Piraten vor der Schatzinsel (Treasure Island, Sprechrolle)
- 1974: Columbo (Fernsehserie, Folge 4x02)
- 1974: Giganten am Himmel (Airport 1975)
- 1975: Ein Sheriff in New York (McCloud, Fernsehserie, Folge 5x09)
- 1975: The Ghost Busters (Fernsehserie, 15 Folgen)
- 1976: Die Zwei mit dem Dreh (Switch, Fernsehserie, Folge 1x21)
- 1978: Love Boat (The Love Boat, Fernsehserie, 3 Folgen)
- 1979–1980: CHiPs (Fernsehserie, 3 Folgen)
- 1979–1982: Fantasy Island (Fernsehserie, 3 Folgen)
- 1980: Das Geheimnis der fliegenden Teufel (Without Warning)
- 1981: S.O.B. – Hollywoods letzter Heuler (S.O.B.)
- 1981: The Adventures of Huckleberry Finn (Fernsehfilm)
- 1982: Trapper John, M.D. (Fernsehserie, Folge 3x18)
- 1982: Der Bulle und das Flittchen (Fake-Out)
- 1983: Sweet Sixteen – Blutiges Inferno (Sweet Sixteen)
- 1984: Ein Colt für alle Fälle (The Fall Guy, Fernsehserie, Folge 4x01)
- 1985: Knight Rider (Fernsehserie, Folge 4x07)
- 1986: Ärger, nichts als Ärger (A Fine Mess)
- 1988: Mein Vater ist ein Außerirdischer (Out of This World, Fernsehserie, Folge 1x18)
- 1988: Garfield und seine Freunde (Garfield and Friends, Fernsehserie, 2 Folgen, Sprechrolle)
- 1994: Das Schweigen der Hammel (The Silence of the Hams)
- 1995: Eine schrecklich nette Familie (Married… with Children, Fernsehserie, Folge 9x21 Die Fernsehlegende)
- 2005: Funny Valentine
- 2005: Bittersweet Place
- 2010: Medium Rare (Fernsehserie, 1 Folge)